# Sainte-Maxime
Sainte-Maxime település Franciaországban, Var megyében. Lakosainak száma 14 394 fő (2022. január 1.). Sainte-Maxime Le Muy, Grimaud, Le Plan-de-la-Tour, Roquebrune-sur-Argens és Vidauban községekkel határos.

## Népesség
A település népessége az elmúlt években az alábbi módon változott:
| Lakosok száma | 13 835 | 14 289 | 14 496 | 13 968 | 14 240 | 14 448 | 14 750 | 14 433 | 14 394 |
|               | 2013   | 2015   | 2016   | 2017   | 2018   | 2019   | 2020   | 2021   | 2022   |